# 于樂誠
于樂誠，男演員。
2019年1月11日主演的電影《玩命貼圖》於台灣上映，該電影榮獲多項國際影展入圍。
為主題曲《閻王令》的演唱者。
自媒體《進擊少年團》主要經營者之一，於其中擔任演員、導演、編劇、攝影、後製等多項創作崗位。

## 電影
| 年份 | 戲名             | 角色   | 備註   |
| ---- | ---------------- | ------ | ------ |
| 2019 | 玩命貼圖         | 邢子風 | 主演   |
| 2019 | 為你存在的每一天 | 于志明 | 男主角 |
| 2020 | 醬狗             |        |        |
| 2021 | 金錢男孩         | 李康   |        |

## 電視劇
| 年份   | 電視台 | 戲名          | 角色   |
| 2018年 | 大愛   | 長盤決勝      | 陳彥佐 |
| 2018年 | 公視   | 學生劇展-美秀 | 宣傑   |
| 2019年 | 民視   | 多情城市      | 麥可   |
| 2022年 | 民視   | 新台灣奇案    | 阿溪   |

### 微電影
- 2020年 障盟微電影-實習費

## 音樂作品

### 單曲
| 年份 | 歌名   | 備註                   |
| ---- | ------ | ---------------------- |
| 2019 | 閻王令 | 電影《玩命貼圖》主題曲 |

## 得獎紀錄
- 2006年第七屆金甘蔗影展-最佳男主角獎(片名：《Eye》)
- 2018年第十二屆金種子影展-最佳男主角獎(片名：《此刻》)

## 外部連結
- 于樂誠 小樂的Facebook專頁
- 于樂誠小樂的Instagram帳戶